# Boursinia oxygramma
Boursinia oxygramma är en fjärilsart som beskrevs av Brandt 1938. Boursinia oxygramma ingår i släktet Boursinia och familjen nattflyn. Inga underarter finns listade i Catalogue of Life.